# Vàlvula pulmonar
La vàlvula pulmonar (VP) és una vàlvula cardíaca semilunar que es troba entre el ventricle dret i l'artèria pulmonar, formada per tres cúspides membranoses. La VP bicúspide és una anomalia congènita habitualment associada a altres defectes cardíacs i que no acostuma a produir per se símptomes significatius. Molt rarament, es troben VPs quatricúspides o pentacúspides. L'atrèsia de la VP pot anar acompanyada d'una comunicació interventricular o -escasses vegades- no. Per regla general, l'estenosi d'aquesta vàlvula també té un origen congènit. Representa el ~8% de totes les malformacions cardíaques, forma part de la tetralogia de Fallot i es veu amb freqüència en casos de síndrome de Noonan. En adults, però, pot ser causada per una síndrome carcinoide o una febre reumàtica.
De forma similar a la de la vàlvula aòrtica, la vàlvula pulmonar s'obre a l'inici de la sístole ventricular, quan la pressió en el ventricle dret s'eleva per sobre de la pressió a l'artèria pulmonar. Al final de la sístole ventricular, quan la pressió en el ventricle dret es redueix ràpidament, la pressió de l'artèria pulmonar tanca la vàlvula pulmonar.